# Reaper (Band)
Reaper ist eine deutsche Heavy-Metal-Band aus Kassel, die im Jahre 1984 gegründet wurde. Sie ist stilistisch dem teutonischen Heavy Metal zuzuordnen.
Die Band um Gründungsmitglied Matthias „Mäfju“ Kraft und Urmitglied Daniel Zimmermann, deren Markenzeichen auch der sehr markante und raue Gesang ist, besteht seit 1984 ohne Unterbrechung. Obwohl musikalisch sehr eigenständig, weil teilweise verspielter und weniger geradlinig als so manch andere Genrevertreter können stilistische Querverweise u. a. zu den ebenfalls aus Deutschland stammenden Bands Grave Digger und Paragon gezogen werden. Aufgrund beruflicher Verpflichtungen war es Reaper nie möglich, eine zusammenhängende Tour zu absolvieren. Inzwischen genießt die hessische Metalformation aufgrund ihres langen Bestehens dennoch besonders innerhalb der deutschen Metalszene Kultstatus und wird oftmals als Urgestein des deutschen Heavy Metals bezeichnet.

## Geschichte

### Bandgründung, erste EP und zwei Demos:Reaper,Fairies ReturnundMetal or What??(1984–1989)
Die Ursprünge von Reaper gehen noch auf das Jahr 1983 zurück, obwohl die Band erst anno 1984 offiziell gegründet wurde. Die Basis legten die beiden Gitarristen Robert „Robbi“ Kölling und Andreas Maus mit dem Sänger und Schlagzeuger Ralph Kaëse (sprich Ka-Ese), die in Kassel begannen, gemeinsam zu musizieren. Zu diesem Trio gesellte sich bald darauf Bassist Matthias „Mäfju“ Kraft, doch nach nur wenigen Monaten Proben zu viert verließ Schlagzeuger und Sänger Ralph Kaëse aufgrund musikalischer Differenzen die noch in der Entstehung befindliche, bis zu dieser Zeit noch deutschsprachige Rock-Band mit dem noch inoffiziellen Namen Treibstoff. Ersetzt wurde er durch Peter „Onkel Eff“ Fickert, der schließlich wiederum nur kurze Zeit später den Namen Reaper ins Gespräch brachte. Die übrigen Mitglieder stimmten dem Vorschlag zu und so kann die Bandgründung von Reaper auf den Februar 1984 datiert werden. Was jedoch noch fehlte, war ein Frontmann, doch dieser war nur einen Monat später in Person von Thomas „Benny“ Bennecke gefunden. Zu Beginn stellte die hessische Formation noch ein Programm zusammen, das überwiegend aus Metal- und Hard-Rock-Coverversionen bestand, jedoch wurden auch schon die ersten Eigenkompositionen in die Setlist integriert. Noch in der Findungsphase musste allerdings kurz nach der Bandgründung bereits der erste Besetzungswechsel unter dem Namen Reaper vollzogen werden. Für Robert Kölling wurde im April 1984 Leadgitarrist Daniel Zimmermann ins Boot geholt. Und Zimmermann erwies sich letztlich als Glücksgriff für die Band, kristallisierte er sich doch schnell als Hauptsongwriter heraus. Damit war es auch insbesondere er, der die stilistische Ausrichtung hin zum Heavy Metal teutonischer Prägung initiierte. In der Besetzung Bennecke, Zimmermann, Maus, Kraft und Fickert suchte Reaper bereits ein Jahr nach der Bandentstehung erstmals ein Tonstudio auf, um die ersten Aufnahmen zu wagen. Das schlicht Reaper betitelte und aus insgesamt sechs Eigenkompositionen bestehende erste Demo wurde innerhalb weniger Tage im Voice Studio in Kassel mithilfe eines 8-Spur-Rekorders aufgenommen und fertiggestellt. Um Kosten zu sparen, wurde das Coverartwork des Tapes eigenhändig koloriert.
Doch die hessische Formation ruhte sich nicht auf diesem ersten Schritt aus und legte bald darauf nach. Anno 1986 begab man sich ins R.E.H. Sound Studio in Kassel, um mit Produzent Eckhard „Ecki“ Lukarsch die erste EP aufzunehmen. Lukarsch selbst war im Übrigen Bassist der Metalband Trademark, die ihrerseits 1982 mit der Single Demon’s Gate ihr einziges musikalisches Lebenszeichen hinterließ. Die sich aus vier Songs zusammensetzende Eigenproduktion Fairies Return erschien noch im selben Jahr und auch hier legten die Musiker erneut selbst Hand an: Wiederum im Sinne der Kostenersparnis wurde die Hülle der 12"-EP von den Bandmitgliedern selbst geknickt, gefaltet und geklebt. Im Nachhinein war die Band nicht ganz glücklich mit der Veröffentlichung, weil die Schlagzeugspuren auf Anraten hin mit einem Drumcomputer programmiert wurden. Nach der Veröffentlichung von Fairies Return kam es zum zweiten Besetzungswechsel: Peter „Onkel Eff“ Fickert musste Reaper aus beruflichen Gründen verlassen. Für ihn konnte Normen Schäfer gewonnen werden und somit war die vakante Stelle am Schlagzeug schnell wieder besetzt.
Mit Thomas Bennecke am Mikro, den Gitarristen Daniel Zimmermann und Andreas Maus, dem Bassisten Matthias Kraft und dem neu hinzugestoßenen Schlagzeuger Normen Schäfer spielte Reaper im November 1987 zusammen mit Rage, Holy Moses und Monroe auf dem Hard’n Heavy Festival in Hessisch Lichtenau. Anschließend machte man sich erneut im Voice Studio in Kassel ans Werk, um ein neues Demo aufzunehmen. Und dieses aus sieben Songs bestehende Tape, das letztlich 1988 unter dem Titel Metal Or What?? erschien, sollte gewissermaßen einen ersten kleinen Durchbruch für die Band darstellen, ebnete es doch den Weg zum ersten Plattenvertrag. Das Label Metal Enterprises, das zu dieser Zeit u. a. bereits Alben der US-amerikanischen Heavy-Metal-Bands Hammers Rule und Black Virgin sowie ein Album der nicht unumstrittenen, weil anfangs mit der Skinhead-Szene kokettierenden Band Böhse Onkelz veröffentlicht hatte, wurde auf die Kasseler Metalband aufmerksam und nahm sie im Sommer 1988 unter Vertrag. Dass sich das Label seltsamer Veröffentlichungspraktiken bediente und zusammen mit dessen Gründer Ingo Nowotny im Laufe der Zeit mehr und mehr dem Rechtsrock zuwenden sollte, blieb den Musikern zunächst verborgen. Man freute sich schlicht und einfach über den ersten Plattenvertrag. Im Nachhinein wurde Metal or What?? im Vergleich zu Fairies Return von den Bandmitgliedern als wichtigere und bessere, weil hinsichtlich Songwriting und Klang ausgereiftere Veröffentlichung angesehen.

### Das erste Studioalbum:Beyond All Time(1989–1991)
Nach der Freude über den ersten unterzeichneten Plattenvertrag mit Metal Enterprises, der auf drei Alben festgelegt war, musste allerdings im Jahre 1989 kurz vor den Aufnahmen zum ersten Studioalbum ein unerwarteter Rückschlag überwunden werden: Schlagzeuger Normen Schäfer verließ die Band und die Aufnahmen drohten aufgrund eines fehlenden Schlagzeugers zu platzen. Doch Reaper konnte ein weiteres Mal schnell reagieren und fand mit Michael „Miwe“ Wengerter innerhalb kürzester Zeit einen Nachfolger. Allerdings offenbarte der Schlagzeuger zunächst ein nicht unerhebliches Problem: Wengerter hatte zum Zeitpunkt des Einstiegs bei Reaper keine Double-Bass-Erfahrung, die Songs des neuen Albums sahen jedoch diese im Heavy Metal etablierte Spieltechnik vor. Folglich musste sich der Schlagzeuger die Double-Bass-Technik in nur drei Wochen aneignen. Es gelang ihm letztlich und so konnte die Formation in der Besetzung Bennecke, Zimmermann, Maus, Kraft und Wengerter das Debütalbum Beyond All Time in den drei Tagen, die für die komplette Aufnahme nur zur Verfügung standen, einspielen. Produziert von Ingo Nowotny und aufgenommen im Tanit Studio im Altenstadter Ortsteil Enzheim wurde das Album schließlich 1990 veröffentlicht und über das Major-Label Bellaphon vertrieben. Im Anschluss an die Publizierung des Erstlings folgten einige Liveauftritte, die die Bühnenerfahrung der Musiker und den Bekanntheitsgrad der Band weiter steigerten.

### Das zweite Studioalbum:The Years Within(1992–1996)
Nach einigen Liveauftritten strebte Reaper im Laufe des Jahres 1991 die Aufnahme eines Nachfolgers von Beyond All Time an. In derselben Besetzung – Bennecke, Zimmermann, Maus, Kraft und Wengerter – und mit dem gleichen Produzenten – Nowotny – wurde das zweite Studioalbum wiederum im Tanit Studio in Enzheim in Angriff genommen. Diesmal hatte die Band allerdings zumindest fünfeinhalb Tage Zeit für die Aufnahmen. Der mit dem Titel The Years Within versehene Zweitling inklusive des regelmäßig in Livesets integrierten Songs „Lucifer’s Rising“ wurde schließlich über Mausoleum Records vertrieben. Diese belgische Plattenfirma hatte sich bereits in den 80er Jahren in der Heavy-Metal-Szene einen Namen gemacht, da sie u. a. Tonträger von Warlock, Killer, Crossfire, Ostrogoth und Living Death veröffentlicht hatte. Eigentlich hatte sich Reaper inzwischen insbesondere in Deutschland mithilfe der beiden Studioalben und der regelmäßigen Liveauftritte einen respektablen Bekanntheitsgrad erspielt und somit eine gute Grundlage geschaffen, sich in der Metal-Szene zu etablieren, allerdings sollte die Band in der Folge zunächst mehrere Rückschläge überwinden müssen.

### Auflösungserscheinungen (1994–1996)
Den Aufwärtstrend, den Reaper bis zur Veröffentlichung von The Years Within erlebt hatte, stoppten genau genommen drei Faktoren: Zum Ersten sorgte die Grunge-Welle, die aus den USA auch nach Europa herüberschwappte, dafür, dass die Stilrichtungen des klassischen Hard Rock und Heavy Metal in den 90er Jahren deutlich an Beliebtheit verloren, worunter viele traditionelle Rock- und Metalbands zu leiden hatten. Zum Zweiten hatte Reaper nach wie vor einen gültigen Vertrag mit Metal Enterprises, allerdings offenbarte Ingo Nowotny seine Orientierung zum Rechtsrock hin inzwischen ganz deutlich – unschwer erkennbar an den Veröffentlichungen seines Labels zu dieser Zeit. Davon distanzierte sich die Band entschieden, doch der Vertrag behielt seine Gültigkeit und somit durfte Reaper bei keiner anderen Plattenfirma einen Kontrakt unterzeichnen. Zum Dritten zerfiel nach und nach das Line-up, das die beiden ersten Studioalben eingespielt hatte. Nachdem 1994 zunächst Frontmann Thomas „Benny“ Bennecke die Band aus privaten Gründen verlassen hatte, folgten ihm 1996 zuerst Schlagzeuger Michael „Miwe“ Wengerter aufgrund beruflicher Verpflichtungen und schließlich Gitarrist Andreas Maus aus persönlichen Gründen. Somit standen der Bassist und zugleich letztes verbliebenes Gründungsmitglied Matthias „Mäfju“ Kraft sowie Urmitglied Daniel Zimmermann nach und nach ohne Mitstreiter da. Darüber hinaus gelang es den beiden verbliebenen Musikern nicht wie in der Vergangenheit, schnellen und adäquaten Ersatz für die drei freigewordenen Posten zu finden. Im Gegenteil, zunächst konnten Kraft und Zimmermann überhaupt keine neuen Mitstreiter für Reaper gewinnen. Doch dies bedeutete nicht das Ende der Band. Die Überzeugung der beiden verbliebenen Bandmitglieder in ihr musikalisches Tun sollte die sichtlich angeschlagene und prinzipiell handlungsunfähige Formation Reaper am Leben halten.

### Jahre der Überbrückung und das dritte „Studioalbum“:Cardinal Sins(1996–2000)
Obwohl Reaper aufgrund des dezimierten Line-ups keine neuen Projekte angreifen konnte und die Band aufgrund fehlender Veröffentlichungen sowie nicht realisierbaren Auftritten ihren Bekanntheitsgrad langsam aber sicher wieder verlor, blieben Bassist Matthias Kraft und Gitarrist Daniel Zimmermann nicht untätig. Nachdem man trotz langwieriger Suche keinen passenden Ersatz für Sänger Thomas „Benny“ Bennecke gefunden hatte, beschlossen Matthias Kraft und Daniel Zimmermann kurzerhand, dass fortan Zimmermann selbst neben der Leadgitarre den Gesang übernimmt. Seine im Vergleich zu Vorgänger Thomas Bennecke noch markantere und rauere Stimme sollte fortan ein Markenzeichen der Band werden. Mit dem als „Dr. Rhythm“ bezeichneten Drumcomputer ausgestattet, begannen die beiden verbliebenen Musiker daraufhin, Songs, die noch aus der Zeit mit dem ehemaligen Sänger stammten, aufzunehmen, ehe sie im Anschluss daran zahlreiche neue Stücke komponierten und schließlich auf Band brachten. Im Laufe der Zeit sammelten Kraft und Zimmermann mit dieser Vorgehensweise so viele Demoaufnahmen an, dass man damit drei CDs hätte füllen können. Zwischenzeitlich, genauer 1997, konnte man mit dem aus England stammenden Schlagzeuger Glynn Gandy Chessworth ein neues Mitglied ins Line-up integrieren. Chessworth holte den Gitarristen Heiko Skowranek, mit dem er bereits in der Kirchhainer Band Amana spielte, mit an Bord um die fehlende Rhythmusgitarre zu ersetzen. Allerdings blieb die Zusammenarbeit nur von kurzer Dauer, da Chessworth Ende 1997 wieder nach England zog. Daraufhin verließ auch Heiko Skowranek die Band wieder. Aufnahmen, geschweige denn Veröffentlichungen mit diesem Schlagzeuger und Gitarristen existieren folglich nicht.
Nach drei Jahren des Komponierens und Aufnehmens ohne öffentliche Aufmerksamkeit, die vor allem Daniel Zimmermann halfen, sich ohne Zeitdruck in seine Rolle als Leadgitarrist und Sänger hineinzufinden, konnte die Besetzung wieder komplettiert werden. 1999 gewannen Kraft und Zimmermann in Gitarrist Michael Kauba und Paul Anthony Dadd, einem weiteren aus England stammenden Schlagzeuger, neue Mitstreiter für Reaper und da ja Zimmermann zusätzlich den Gesang übernahm, war die Band ab diesem Zeitpunkt zwar auf ein Quartett geschrumpft aber wieder vollständig. Von nun an konnte die hessischen Metalformation endlich wieder Liveauftritte wahrnehmen. Darüber hinaus entschied man sich, viele der im Proberaum entstandenen und mit einem 8-Spur-Rekorder aufgenommenen Demos zu einem Demo-Doppelalbum zusammenzufügen. Dieses „Studioalbum“ erhielt schließlich den Titel Cardinal Sins und wurde im Jahr 2000 veröffentlicht. Wobei der Begriff „veröffentlicht“ in diesem Falle eigentlich zu hoch gegriffen ist, denn Cardinal Sins inklusive einer metallisch-musikalischen Interpretation der Ballade „Der Erlkönig“ von Johann Wolfgang von Goethe sowie des häufig im Liveprogramm der Band integrierten Songs „The Iron Cross“ wurde anschließend in seiner ursprünglichen Form eines Doppelalbums eigentlich nur als Liebhaberstück an Freunde verschenkt, ehe es später als Einzel-CD-Variante bei ausgewählten Konzerten verkauft wurde.
Kurz nach dem Erscheinen von Cardinal Sins kam es allerdings schon zur nächsten Veränderung im Line-up und erneut musste die Position des Schlagzeugers neu besetzt werden. Aufgrund interner Differenzen verließ Paul Anthony Dadd im Jahre 2000 nach nur wenigen Monaten die Band wieder. In Jan Breede war ein Nachfolger allerdings schnell gefunden.

### Ein beständiges Line-up und zwei EPs:ElementsundVictory V(2000–2006)
Nachdem Reaper mit Jan Breede einen neuen Schlagzeuger ins Bandgefüge integriert hatte, standen zunächst weitere Liveauftritte an. Im Jahr 2001 konnte zudem ein wichtiger rechtlicher Sachverhalt geklärt werden: Da Ingo Nowotny, der Inhaber von Metal Enterprises, Daniel Zimmermann nicht als Option für den Gesang der Band akzeptierte, konnte die Band mit rechtlichem Beistand eine Aufkündigung des bis zu diesem Zeitpunkt laufenden Vertrags erzwingen und der Kontrakt, der die Handlungsfreiheit der Band deutlich einschränkte, war Geschichte. Im Anschluss daran beschloss man, eine EP wiederum in Eigenverantwortung zu veröffentlichen, um sich bei Plattenfirmen, Print- und Onlinemagazinen sowie nicht zuletzt bei den eigenen Fans wieder in Erinnerung zu bringen. Diese in der Besetzung Zimmermann, Kauba, Kraft und Breede eingespielte und mit dem Titel Elements versehene EP wurde schließlich im eigenen Proberaum aufgenommen und anno 2002 veröffentlicht. Mit „Wuthering Heights“ von Kate Bush enthielt die EP neben dem häufig live dargebotenen Song „Fields of Joy“ die erste eigentliche Coverversion der Band, da „Der Erlkönig“ musikalisch betrachtet zwar vom österreichischen Komponisten Franz Schubert inspiriert, aber von Reaper selbst arrangiert wurde.
Nach der Veröffentlichung von Elements war die hessische Metalband zunächst auf einigen Konzertbühnen zu sehen und so spielte man u. a. im Mai 2003 auf dem Bands Battle Festival in Stavenhagen und im Juli desselben Jahres auf dem Himmel Open Air in Schauenburg. Wieder nur ein Jahr später legte man anlässlich des 20. Jahrestags mit der nächsten EP namens Victory V nach. Dieser im Krachgarten Tonstudio in Kassel aufgenommene Tonträger wurde in derselben Besetzung eingespielt wie der Vorgänger, also mit Daniel Zimmermann als Frontmann und Leadgitarrist in einer Person, Michael Kauba als Rhythmusgitarrist, Matthias „Mäfju“ Kraft am Bass und Jan Breede am Schlagzeug. Im Anschluss an Victory V nahm Reaper wieder diverse Liveauftritte wahr, u. a. auf dem in ihrer Heimat stattfindenden Festival Masters of Cassel im Dezember 2005. Bald darauf musste allerdings ein weiterer Besetzungswechsel kompensiert werden: Der Rhythmusgitarrist Michael Kauba, der auch organisatorische Aufgaben übernahm und sich u. a. auch um den Kontakt mit der Presse und die Öffentlichkeitsarbeit im Allgemeinen kümmerte, musste die Band 2006 aus beruflichen Gründen verlassen. In Thomas Buchenau war jedoch auch diesmal wieder schnell Ersatz gefunden und das Quartett war wieder komplett.

### Das vierte Studioalbum:Gardens of Seth(2006–2011)
Mit dem neuen Rhythmusgitarristen Thomas Buchenau fasste Reaper bald den Entschluss, ein neues Studioalbum in Angriff zu nehmen. Jedoch bekam man zunächst eine Anfrage, ob man nicht einen Beitrag zum Sampler Masters of Cassel – 15 Years of Metal beisteuern möchte. Diese Offerte nahm man natürlich gerne an und so komponierte Daniel Zimmermann eigens für diese Kompilation den Song „Wonders in the Dark“, der bis heute ein regelmäßiger Bestandteil im Liveset der Band ist. Die Zusammenstellung mit dem Beitrag von Reaper erschien letztlich noch im Jahre 2006. Bevor man sich einem neuen Studioalbum konkret zuwendete, wurden zuvor noch einige Konzertangebote wahrgenommen und so spielte man zunächst im Dezember 2007 auf dem Swordbrothers Festival in Andernach, ehe man ein Jahr später auf dem Masters of Cassel Festival wieder ein Heimspiel hatte.
Im Frühjahr 2009 bot sich dann für Reaper plötzlich per Zufall eine einmalige Chance: Nachdem man über den Auftritt auf dem Swordbrothers Festival im Jahre 2007 mit der polnischen Heavy-Metal-Band Crystal Viper und deren Manager Bart Gabriel Kontakt aufbauen konnte, ergab sich die Option für eine Zusammenarbeit. Letztgenannter war nämlich zugleich Herausgeber des polnischen Printmagazins Hard Rocker und er unterbreitete der Band das Angebot, einer kommenden Ausgabe eine Kompilation ausschließlich mit ihrem Songmaterial beizulegen. Dies konnte man natürlich nicht ausschlagen und so stellten Schlagzeuger Jan Breede und Bart Gabriel eine Songauswahl mit Material aus den Jahren von 2000 bis 2006 zusammen. Auf der Zusammenstellung enthalten waren also Songs von Cardinal Sins, Elements und Victory V sowie mit „Wonders in the Dark“ der Samplerbeitrag zu Masters of Cassel – 15 Years of Metal. Die letztlich mit dem Titel Wonders in the Dark versehene Kompilation erschien im Mai 2009 wie vereinbart als Beilage des Magazins Hard Rocker in einer stattlichen Auflage von 10.000 Stück, allerdings wurde das Heft ausschließlich in Polen vertrieben.
Nach der durchaus werbewirksamen Veröffentlichung von Wonders in the Dark wurde das deutsche Label STF Records auf Reaper aufmerksam und die Plattenfirma bot der Band einen Plattenvertrag an. Da man ja nach wie vor die Absicht verfolgte, ein neues Studiowerk aufzunehmen, sagte man zu. Nachdem man auf den Bühnen des Power of Metal Festivals im heimischen Kassel sowie auf dem Ragnarock Open Air in Wohratal zu sehen war, begann man im Herbst 2009 in der Besetzung Zimmermann, Buchenau, Kraft und Breede sogleich mit den Aufnahmen. Das insgesamt vierte Studioalbum mit dem Titel Gardens of Seth und dem oft in der Setlist der Band integrierten Song „Leviathan“ entstand in Zusammenarbeit mit Produzent Michael „Mu“ Murauer in der Musicfactory in Eschwege und wurde schließlich noch im November 2009 via STF Records veröffentlicht. Gefeiert wurde die neue Veröffentlichung sowie das 25-jährige Bandbestehen mit einem Konzert im Fiasko in Kassel. Dazu lud die Band auch einige musikalische Gäste ein. So konnte man die Musiker Armin Eichenberg von Mesmerized, Dirk Schneider von Reflector und Florian Bauer von Burden of Grief für Gastauftritte gewinnen und auch Maximilian Kraft, der damals 12-jährige Sohn von Matthias Kraft übernahm Gesangspassagen. Ein weiterer Höhepunkt der Show war die Darbietung von „Lucifer’s Rising“, bei der Kraft und Zimmermann ihre ehemaligen Weggefährten Thomas Bennecke, Andreas Maus und Peter Fickert auf die Bühne baten und somit die Urbesetzung von 1984 für einen Song gemeinsam auf der Bühne stand. Auch im kommenden Jahr war die inzwischen mit einem gewissen Kultstatus behaftete Formation umtriebig und man absolvierte deutschlandweit weitere Konzerte. Ende 2010 kam es dann aber zu einem erneuten Besetzungswechsel. Als Rhythmusgitarrist Thomas Buchenau bereits bei einem Auftritt in Korbach im Dezember dieses Jahres ausgefallen war und für diesen Auftritt durch Benjamin Meike ersetzt worden war, verließ er kurz darauf unerwartet die Band und wurde schließlich dauerhaft durch „Benni“ Meike ersetzt. Dieser war zuvor bei der ebenfalls aus Hessen stammenden Death-Thrash-Band Havoc aktiv und nahm, nachdem er geheiratet hatte, den Nachnamen Lodewig an.

### Das fünfte Studioalbum:An Atheist Monument(2011 bis heute)
Nach der Veröffentlichung von Gardens of Seth wollte Reaper den wiedererlangten Bekanntheitsgrad festigen und so spielten Daniel Zimmermann, der nach wie vor für Gesang und Leadgitarre verantwortlich war, der neue Gitarrist Benjamin „Benni“ Lodewig, Bassist und Gründungsmitglied Matthias „Mäfju“ Kraft sowie Schlagzeuger Jan Breede zunächst wieder ein paar Liveshows, u. a. im Jahre 2011 im K17 in Berlin und ein Jahr später erneut im Fiasko in Kassel. Ebenfalls 2012 bekam Reaper seitens des Plattenlabels Karthago Records eher unerwartet das Angebot, die erste EP Fairies Return neu aufzulegen. Die Band willigte ein und so nutzte man die Gelegenheit, ein bisschen in den eigenen Archiven zu wühlen, um die EP mit Bonusmaterial anzureichern. Die ursprünglich 1986 erschienene Debüt-EP wurde schließlich um neun Songs erweitert, darunter vier Lieder des 1985 eingespielten Demos Reaper, zwei Songs vom 1988 veröffentlichten Demo Metal or What?? und drei bis dato unveröffentlichte Songs aus dem Jahr 1991. Im Jahr 2013 war Reaper dann erneut auf ausgewählten Festivalbühnen zu sehen. So trat man im Mai bei der Sommeredition des Masters of Cassel Festivals auf, ehe man im November die Bühne des Bremer Metal Festivals bespielte.
Nach diesen Liveauftritten legte man den Fokus wieder auf die Studioarbeit und das Kasseler Heavy-Metal-Urgestein – wie die Band inzwischen oft betitelt wurde – beschloss, möglichst bald ein weiteres Studioalbum nachzulegen. Allerdings war STF Records nicht an einer weiteren Veröffentlichung interessiert und so verstrich die Option, den Kontrakt auf drei Alben auszuweiten. Doch die Band hatte Glück und das renommierte deutsche Label Massacre Records bekundete Interesse an einer Zusammenarbeit. Sogleich begab sich Reaper erneut in die Musicfactory in Eschwege und man begann in der Besetzung Zimmermann, Lodewig, Kraft und Breede mit den Aufnahmen zum insgesamt fünften Studioalbum. Das An Atheist Monument betitelte Werk, das wiederum von Michael „Mu“ Murauer produziert wurde und dessen Coverartwork erstmals seit The Years Within wieder von einem renommierten Künstler stammt und darüber hinaus noch von der Plattenfirma bezahlt wurde, erschien schließlich im Juli 2014. Für die Band bedeutete An Atheist Monument inklusive den seither häufig im Liveprogramm auftauchenden Songs „Of Sheep and Shepherds“, „Hail the New Age“, „Horse Brigade“ und „Voice Within“ das Erreichen eines neuen Levels, v. a. hinsichtlich des Masterings und des Vertriebs. Da neben der Albumveröffentlichung im Jahr 2014 auch noch das 30-jährige Bandbestehen entsprechend gewürdigt werden musste, lud die Band erneut Freunde, Weggefährten und Fans ins Fiasko nach Kassel ein, um den Anlass gebührend zu feiern.
Nach der Veröffentlichung von An Atheist Monument konzentrierte sich Reaper wieder auf vereinzelte Liveauftritte. So spielte man z. B. im Dezember 2015 ein weiteres Mal auf dem Masters of Cassel Festival, im Dezember 2017 fungierte man als Headliner der Warm-up-Show des ebengenannten Festivals und im März 2018 spielte man im K19 in Kassel im Vorprogramm der US-amerikanischen Metalband Savage Master.
Aktuell bereitet sich die Band auf die Arbeiten an einem neuen Studioalbum vor.

## Diskografie

### Studioalben
- 1990: Beyond All Time
- 1992: The Years Within
- 2000: Cardinal Sins (Eine Sammlung von Demoaufnahmen, die nicht regulär veröffentlicht wurde, sondern über die Band selbst und auf ausgewählten Konzerten erhältlich war.)
- 2009: Gardens of Seth
- 2014: An Atheist Monument

### Kompilationen
- 2009: Wonders in the Dark (Beilage einer Ausgabe des polnischen Printmagazins Hard Rocker)

### EPs
- 1986: Fairies Return (2012 mit neun Bonustracks wiederveröffentlicht)
- 2002: Elements
- 2004: Victory V

### Demos
- 1985: Reaper
- 1988: Metal or What??